# Epicnemis namkyensis
Epicnemis namkyensis är en tvåvingeart som beskrevs av Mikhail B. Mostovski 2000. Epicnemis namkyensis ingår i släktet Epicnemis och familjen puckelflugor.
Artens utbredningsområde är Vietnam. Inga underarter finns listade i Catalogue of Life.